# قاباخ بلاغ
قاباخ‌ بلاغ هي قرية في مقاطعة شوط‌، إيران. في تعداد عام 2006، لوحظ وجودها، ولكن لم يتم الإبلاغ عن سكانها.